# Dallas Cup 2015
La Dr Pepper Dallas Cup de 2015, también conocida como Dallas Cup 2015 o Copa Dallas 2015, fue la trigésimo sexta edición de este torneo. Es una competición anual de fútbol juvenil organizada por FC Dallas que se disputó entre los días 29 de marzo y 5 de abril en Dallas, Texas, Estados Unidos. El formato del torneo era de tres grupos con cuatro equipos cada uno. Calificaron a la Fase Final los equipos que ocuparon el primer lugar de cada grupo, así como el equipo que finalizó como Mejor segundo.

## Equipos participantes
| Corinthians         | Coritiba                    | Everton FC  | FC Dallas      |
| TSG 1899 Hoffenheim | LA Galaxy                   | Monterrey   | Real Salt Lake |
| River Plate         | Ryutsu Keizai University FC | Tigres UANL | Valencia CF    |

## Fase de grupos

### Grupo A
| Equipo                      | Pts | PJ | PG | PE | PP | GF | GC | DG  |
| --------------------------- | --- | -- | -- | -- | -- | -- | -- | --- |
| River Plate                 | 6   | 3  | 2  | 0  | 1  | 11 | 4  | +7  |
| Everton FC                  | 6   | 3  | 2  | 0  | 1  | 6  | 3  | +3  |
| Ryutsu-Keizai University FC | 6   | 3  | 2  | 0  | 1  | 6  | 3  | +3  |
| LA Galaxy                   | 0   | 3  | 0  | 0  | 3  | 0  | 13 | -13 |

#### Resultados

##### Fecha 1
| 29 de marzo de 2015, 13:30 (UTC-5) | Ryutsu-Keizai University FC                | 3:0 (1:0) | LA Galaxy | Richland College #10, Dallas |  |
|                                    | Ayumu Tachibana 17' 55' · Teppei Ozaki 73' |           |           |                              |  |

| 29 de marzo de 2015, 18:30 (UTC-5) | Everton FC       | 1:3 (0:1) | River Plate                                                    | Estadio Cotton Bowl, Dallas |  |
|                                    | Kieran Dowel 57' | Reporte   | Tomás Andrade 38' · Emanuel Ventos 66' · Federico Lavallén 89' |                             |  |

##### Fecha 2
| 30 de marzo de 2015, 14:00 (UTC-5) | River Plate     | 1:3 (1:2) | Ryutsu-Keizai University FC              | Richland College #10, Dallas |  |
|                                    | Kevin Hueche 6' |           | Ayumu Tachibana 34' 66' · Yuta Koike 42' |                              |  |

| 30 de marzo de 2015, 16:00 (UTC-5) | LA Galaxy | 0:3 (0:2) | Everton FC                                               | Richland College #09, Dallas |  |
|                                    |           | Reporte   | Kieran Dowell 5' · Ryan Ledson 10' · Delial Brewster 75' |                              |  |

##### Fecha 3
| 1 de abril de 2015, 14:00 (UTC-5) | Everton FC                            | 2:0 (1:0) | Ryutsu-Keizai University FC | Richland College #10, Dallas |  |
|                                   | David Henen 16' · Jack Bainbridge 74' | Reporte   |                             |                              |  |

| 1 de abril de 2015, 17:00 (UTC-5) | River Plate | 7:0 (3:0) | LA Galaxy | Estadio Cotton Bowl, Dallas |  |
|                                   | Abel Casquete 12' (pen.) 88' · Nicolás Godoy 38' · Emanuel Ventos 45+1' 47' · Gonzalo Montiel 49' · Elvio Gelmini 85' |           |           |                             |  |

### Grupo B
| Equipo         | Pts | PJ | PG | PE | PP | GF | GC | DG |
| -------------- | --- | -- | -- | -- | -- | -- | -- | -- |
| Coritiba       | 9   | 3  | 3  | 0  | 0  | 11 | 2  | +9 |
| Real Salt Lake | 6   | 3  | 2  | 0  | 1  | 6  | 5  | +1 |
| Tigres UANL    | 1   | 3  | 0  | 1  | 2  | 3  | 6  | -3 |
| Valencia CF    | 1   | 3  | 0  | 1  | 2  | 4  | 11 | -7 |

#### Resultados

##### Fecha 1
| 29 de marzo de 2015, 09:30 (UTC-5) | Coritiba                                     | 3:1 (3:0) | Real Salt Lake | Richland College #10, Dallas |  |
|                                    | Thiago Ferreira 16' (pen.) 42' · Evandro 28' | Reporte   | Brooks 68'     |                              |  |

| 29 de marzo de 2015, 15:00 (UTC-5) | Valencia CF                                            | 2:2 (1:0) | Tigres                                       | Estadio Cotton Bowl, Dallas |  |
|                                    | Moises Valencia Blanco 7' · Antonio Martinez Lopez 68' | Reporte   | Jonathan Aranda 50' · Gerardo Escobedo 90+2' |                             |  |

##### Fecha 2
| 30 de marzo de 2015, 12:00 (UTC-5) | Real Salt Lake                                               | 4:2 (4:1) | Valencia CF                               | Richland College #10, Dallas |  |
|                                    | Amar Sejdic 18' · Jose Hernández 20' · Damian German 26' 45' | Reporte   | Fran Villalba 31' · Javier Zarzo Mora 65' |                              |  |

| 30 de marzo de 2015, 14:00 (UTC-5) | Tigres               | 1:3 (1:2) | Coritiba                        | Richland College #09, Dallas |  |
|                                    | Jose Juan Garcia 38' | Reporte   | Guilherme 14' · Evandro 29' 87' |                              |  |

##### Fecha 3
| 1 de abril de 2015, 14:00 (UTC-5) | Tigres | 0:1 (0:0) | Real Salt Lake   | Richland College #09, Dallas |  |
|                                   |        | Reporte   | Tate Schmitt 86' |                              |  |

| 1 de abril de 2015, 14:30 (UTC-5) | Valencia CF | 0:5 (0:3) | Coritiba                                                                                | Estadio Cotton Bowl, Dallas |  |
|                                   |             | Reporte   | Evandro 30' · Thiago Ferreira 42' · Taigo 45' · Gustavo Henric 70' · Gustavo Soares 85' |                             |  |

### Grupo C
| Equipo              | Pts | PJ | PG | PE | PP | GF | GC | DG |
| ------------------- | --- | -- | -- | -- | -- | -- | -- | -- |
| Monterrey           | 7   | 3  | 2  | 1  | 0  | 8  | 4  | +4 |
| Corinthians         | 5   | 3  | 1  | 2  | 0  | 4  | 3  | +1 |
| TSG 1899 Hoffenheim | 3   | 3  | 1  | 0  | 2  | 5  | 5  | 0  |
| FC Dallas           | 1   | 3  | 0  | 1  | 2  | 2  | 7  | -5 |

#### Resultados

##### Fecha 1
| 29 de marzo de 2015, 11:30 (UTC-5) | Monterrey                          | 2:1 (1:1) | TSG 1899 Hoffenheim | Richland College #10, Dallas |  |
|                                    | Ian Arellano 3' · Jaime Rivero 48' | Reporte   | Johannes Kölmel 28' |                              |  |

| 29 de marzo de 2015, 12:30 (UTC-5) | Corinthians | 0:0 | FC Dallas | Estadio Cotton Bowl, Dallas |  |

##### Fecha 2
| 30 de marzo de 2015, 12:00 (UTC-5) | Corinthians                                         | 2:1 (1:0) | TSG 1899 Hoffenheim | Richland College #09, Dallas |  |
|                                    | Carlos Moises de Lima 20' · Gabriel Vasconcelos 72' | Reporte   | Joshua Mees 50'     |                              |  |

| 30 de marzo de 2015, 16:00 (UTC-5) | FC Dallas | 1:4 (1:3) | Monterrey | Richland College #10, Dallas |  |

##### Fecha 3
| 1 de abril de 2015, 12:00 (UTC-5) | TSG 1899 Hoffenheim                                  | 3:1 (3:0) | FC Dallas        | Richland College #10, Dallas |  |
|                                   | Joshua Mees 9' · Esad Morina 20' · Daniele Bruno 30' | Reporte   | Óscar Romero 75' |                              |  |

| 1 de abril de 2015, 19:30 (UTC-5) | Monterrey | 2:2 (2:1) | Corinthians | Estadio Cotton Bowl, Dallas |  |

### Mejor segundo
Entre los equipos que finalizaron en el segundo lugar de sus respectivos grupos, el mejor ubicado avanzó a semifinales.
| Equipo         | Grupo | Pts | PJ | PG | PE | PP | GF | GC | DG |
| -------------- | ----- | --- | -- | -- | -- | -- | -- | -- | -- |
| Everton FC     | A     | 6   | 3  | 2  | 0  | 1  | 6  | 3  | +3 |
| Real Salt Lake | B     | 6   | 3  | 2  | 0  | 1  | 6  | 5  | +1 |
| Corinthians    | C     | 5   | 3  | 1  | 2  | 0  | 4  | 3  | +1 |

## Cuadro Final
|  | Semifinales | Semifinales |   |  | Final     | Final |  |
|  |             |             |   |  |           |       |  |
|  |             |             |   |  |           |       |  |
|  | Monterrey   | 1           |   |  |           |       |  |
|  | River Plate | 0           |   |  |           |       |  |
|  |             |             |   |  |           |       |  |
|  |             |             |   |  |           |       |  |
|  |             |             |   |  | Monterrey | 1     |  |
|  |             | Coritiba    | 3 |  |           |       |  |
|  |             |             |   |  |           |       |  |
|  |             |             |   |  |           |       |  |
|  |             |             |   |  |           |       |  |
|  |             |             |   |  |           |       |  |
|  | Coritiba    | 1           |   |  |           |       |  |
|  | Everton FC  | 0           |   |  |           |       |  |

### Semifinales
| 3 de abril de 2015, 18:00 (UTC-5) | Coritiba    | 1:0 (1:0) | Everton FC | Estadio Toyota, Frisco |  |
|                                   | Evandro 34' | Reporte   |            |                        |  |

| 3 de abril de 2015, 20:00 (UTC-5) | Monterrey            | 1:0 (0:0) | River Plate | Estadio Toyota, Frisco |  |
|                                   | Carlos Rodríguez 88' |           |             |                        |  |

### Final
| 5 de abril de 2015, 18:00 (UTC-5) | Monterrey       | 1:3 (1:2) | Coritiba                            | Estadio Toyota, Frisco |  |
|                                   | Erick Amaro 26' | Reporte   | Evandro 8' 45' · Vitor Carvalho 68' |                        |  |

### Campeón
| Bandera de Brasil    |
| Coritiba 2.do título |

## Estadísticas

### Goleadores
| Jugador         | Equipo                      | Goles |
| --------------- | --------------------------- | ----- |
| Evandro         | Coritiba                    | 7     |
| Ayumu Tachibana | Ryutsu Keizai University FC | 4     |
| Thiago Ferreira | Coritiba                    | 3     |
| Emanuel Ventos  | River Plate                 | 3     |
| Kieran Dowel    | Everton FC                  | 2     |
| Abel Casquete   | River Plate                 | 2     |
| Damian German   | Real Salt Lake              | 2     |
| Joshua Mees     | TSG 1899 Hoffenheim         | 2     |